# Rosenburg (Herisau)
Die Rosenburg ist die Ruine einer Höhenburg auf einem bewaldeten Hügel westlich von Herisau im Kanton Appenzell Ausserrhoden in der Schweiz. Sie liegt auf dem Ramsenstock (926 m ü. M.), einen Kilometer südlich von Ramsen, und wird deshalb auch Ramsenburg genannt.

## Geschichte
Erbaut wurde sie im 12. Jahrhundert (um 1150). Ersturkundlich erwähnt wird sie 1270 mit Egilolve von Rosenburg. Sie war Sitz der Ritter von Rorschach, wurde 1396 an die Fürstabtei St. Gallen verkauft und im Appenzellerkrieg 1403 zerstört. In den Jahren 1936/37 wurden die Baureste ausgegraben und konserviert.

## Beschreibung
Die Anlage besteht aus einem Wohnturm, Wohngebäuden und der Umfassungsmauer und ist von einem tiefen Graben umgeben.
Der Bergfried (Wohnturm) mit Hocheingang hat eine Grundfläche von 9,2 × 9,7 Meter und eine Mauerstärke von 2,2 bis 2,9 Meter.